# Bubbly
«Bubbly» — песня американских рэперов Янг Тага, Трэвиса Скотта и канадского исполнителя Дрейка. Он был выпущен 15 октября 2021 года как двенадцатая песня с альбома Тага Punk.
20 октября 2021 года американский рэпер Lil Baby выложил видео в TikTok, где продемонстрировал невыпущенный куплет. Он не присутствует на финальной версии, так как забыл прислать запись Янг Тагу.

## Описание
В песне нет хука. Янг Таг начинает трек, после него идёт куплет Трэвиса Скотта, и песню завершает Дрейк. Трое исполнителей хвастаются своей дорогой одеждой и украшениями, а также женщинами.

## Оценки
Эрика Мари из HotNewHipHop считает, что «это трио идеально сочетается, поскольку они являются тремя ведущими магнатами рэп-индустрии со своими собственными лейблами, линиями одежды и партнерскими отношениями». Сара Осей из Highsnobiety поместила «Bubbly» на первое место в своём чарте «60 песен недели», заявив, что трек доказывает, что Янг Таг — «рок-звезда».

## Чарты
| Чарт (2021)                           | Высшая позиция |
| ------------------------------------- | -------------- |
| Австралия (ARIA)                      | 88             |
| Канада (Billboard Canadian Hot 100)   | 22             |
| Мир (Billboard Global 200)            | 25             |
| Ирландия (IRMA)                       | 64             |
| Новая Зеландия (RMNZ)                 | 5              |
| Португалия (AFP)                      | 148            |
| ЮАР (RISA)                            | 19             |
| Швейцария (Schweizer Hitparade)       | 94             |
| Великобритания (OCC UK Singles)       | 60             |
| Великобритания (OCC UK Indie)         | 19             |
| Великобритания (OCC UK Hip Hop/R&B)   | 20             |
| США (Billboard Hot 100)               | 20             |
| США (Billboard Hot R&B/Hip-Hop Songs) | 7              |
| США (Billboard Rhythmic)              | 24             |